# Palędzie
Palędzie – wieś w Polsce położona w województwie wielkopolskim, w powiecie poznańskim, w gminie Dopiewo. 

## Charakterystyka
Wieś graniczy z Dąbrówką, Gołuskami i Dopiewcem. Do Palędzia należały kiedyś wsie Olszywka i Studzieniec. 
Znaleziono tu cmentarzysko kultury łużyckiej o powierzchni 236 m² zawierające 41 grobów całopalnych. Podczas panowania Władysława Łokietka odbyła się bitwa pod Palędziem z Krzyżakami. Polskim dowódcą był hrabia Bniński. Poznaniacy odnieśli zwycięstwo, o czym mówi kronikarz krzyżacki: „kmiecie poznańscy dokonali rzezi na Krzyżakach”.
W listopadzie 1939 niemieckie Gestapo dokonało we wsi masowych egzekucji kilkuset osób, w tym 70 studentów Uniwersytetu Poznańskiego, przywiezionych z obozu zagłady Fort VII w Poznaniu. Ofiary zbrodni pochowano w zbiorowej mogile. We wsi znajdują się obelisk oraz tablica poświęcone ojcu Marianowi Żelazkowi.
W latach 1954–1968 wieś była siedzibą gromady Palędzie. W latach 1975–1998 miejscowość administracyjnie należała do województwa poznańskiego.
20 listopada 1992 miała tu miejsce katastrofa samolotu MiG-21PFM. Tego dnia porucznik Roman Jacek wystartował z lotniska w Krzesinach do lotu szkoleniowego w trudnych warunkach nocnych. Już na początku lotu oświetlenie sztucznego horyzontu przestało działać. Pilot otrzymał polecenie by wzbić się ponad chmury, jednak przez brak punktu odniesienia samolot obrócił się dołem do góry. Przez to, gdy pilot chciał wznieść się wyżej, tak naprawdę skierował maszynę w dół. Samolot wbił się w ziemię z pełną prędkością, a pilot zginął na miejscu.
Przez wieś Palędzie przejeżdżają autobusy podmiejskich linii 727 (Dąbrówka – Poznań Junikowo) i 729 (Dopiewo – Poznań Ogrody). Niedaleko wsi, poza jej granicami administracyjnymi (w Dąbrówce) znajduje się stacja kolejowa Palędzie.

## Urodzeni
- Wiktoria Hetmańska
- Marian Żelazek